# Стара Кремпа
Стара Кремпа (пол. Stara Krępa) — село в Польщі, у гміні Пшасниш Пшасниського повіту Мазовецького воєводства.
Населення — 261 особа (2011).
У 1975-1998 роках село належало до Остроленцького воєводства.

## Демографія
Демографічна структура станом на 31 березня 2011 року:
|          | Загалом | Допрацездатний вік | Працездатний вік | Постпрацездатний вік |
| -------- | ------- | ------------------ | ---------------- | -------------------- |
| Чоловіки | 137     | 35                 | 88               | 14                   |
| Жінки    | 124     | 25                 | 75               | 24                   |
| Разом    | 261     | 60                 | 163              | 38                   |